# Le Mesnil-Raoult
Le Mesnil-Raoult – miejscowość i dawna gmina we Francji, w regionie Normandia, w departamencie Manche. W 2013 roku jej populacja wynosiła 413 mieszkańców. Przez miejscowość przepływa rzeka Vire. 
1 stycznia 2016 roku połączono dwie wcześniejsze gminy: Condé-sur-Vire oraz Le Mesnil-Raoult. Siedzibą gminy została miejscowość Condé-sur-Vire, a nowa gmina przyjęła jej nazwę. 